# الدوري الإسباني لكرة السلة الدرجة الثانية 2011–12
الدوري الإسباني لكرة السلة الدرجة الثانية 2011–12 (بالإسبانية: Liga LEB Oro 2011-12)‏ هو موسم من الدوري الإسباني لكرة السلة الدرجة الثانية، وهو موسم من Segunda FEB ‏. أشرف على تنظيمه الاتحاد الإسباني لكرة السلة، وكان عدد الأندية المشاركة فيه  18، وفاز فيه كانارياس لكرة السلة.